# Монолит Рекордс
«Монолит Рекордс» — российский лейбл звукозаписи, основанный Антоном Прониным и Юрием Слюсарем при поддержке продюсерского центра «Монолит» Максима Фадеева в 1994 году. Один из крупнейших лейблов звукозаписи в России.
Лейбл осуществляет выпуск сборников поп-музыки — «XXXL», «Новая Игрушка» и «Горячая 20-ка». Среди прочих известных релизов лейбла — проекты Максима Фадеева: Глюк’oZа, Линда, Катя Лель, Serebro, Иракли, Molly и пр.
По словам коммерческого директора лейбла, в 2004 году компания продала 3 млн компакт-дисков и 4 млн кассет, выручив около 6 млн долларов. До 30-40 % процентов продукции сбывалось в странах ближнего зарубежья, например, на Украине, где в 2004 году компания реализовала до четверти тиражей.
В 2007 году компания проиграла иск Андрею Разину, создателю группы «Ласковый май», обвинившего звукозаписывающие компании лейбла в незаконном распространении записей группы. В свою очередь, в том же 2007 году «Монолит» выиграл иск против музыкального магазина, незаконно распространявшего альбомы Глюкозы, «Непары», Юлии Савичевой и «Лигалайза» без согласия правообладателя.
С 2006 года руководитель лейбла Юрий Слюсарь (сын Бориса Николаевича Слюсаря, возглавлявшего Ростовский вертолётный завод) руководит Национальной федерацией производителей фонограмм. С ноября 2024 — временно исполняющий обязанности губернатора Ростовской области.